# Shelby (North Carolina)
Shelby is een plaats (city) in de Amerikaanse staat North Carolina, en valt bestuurlijk gezien onder Cleveland County.

## Demografie
Bij de volkstelling in 2000 werd het aantal inwoners vastgesteld op 19.477.
In 2006 is het aantal inwoners door het United States Census Bureau geschat op 21.378, een stijging van 1901 (9.8%).

## Geografie
Volgens het United States Census Bureau beslaat de plaats een oppervlakte van
47,1 km², waarvan 47,0 km² land en 0,1 km² water. Shelby ligt op ongeveer 255 m boven zeeniveau.

## Plaatsen in de nabije omgeving
De onderstaande figuur toont nabijgelegen plaatsen in een straal van 12 km rond Shelby.